# Curnier
Curnier est une commune française située dans le département de la Drôme, en région Auvergne-Rhône-Alpes.

## Géographie

### Localisation
Curnier est située à 12 km de Nyons, dans la Drôme provençale.

### Communes limitrophes
Les communes limitrophes sont  Arpavon, Eyroles, Les Pilles, Montaulieu et Sahune.

### Hydrographie

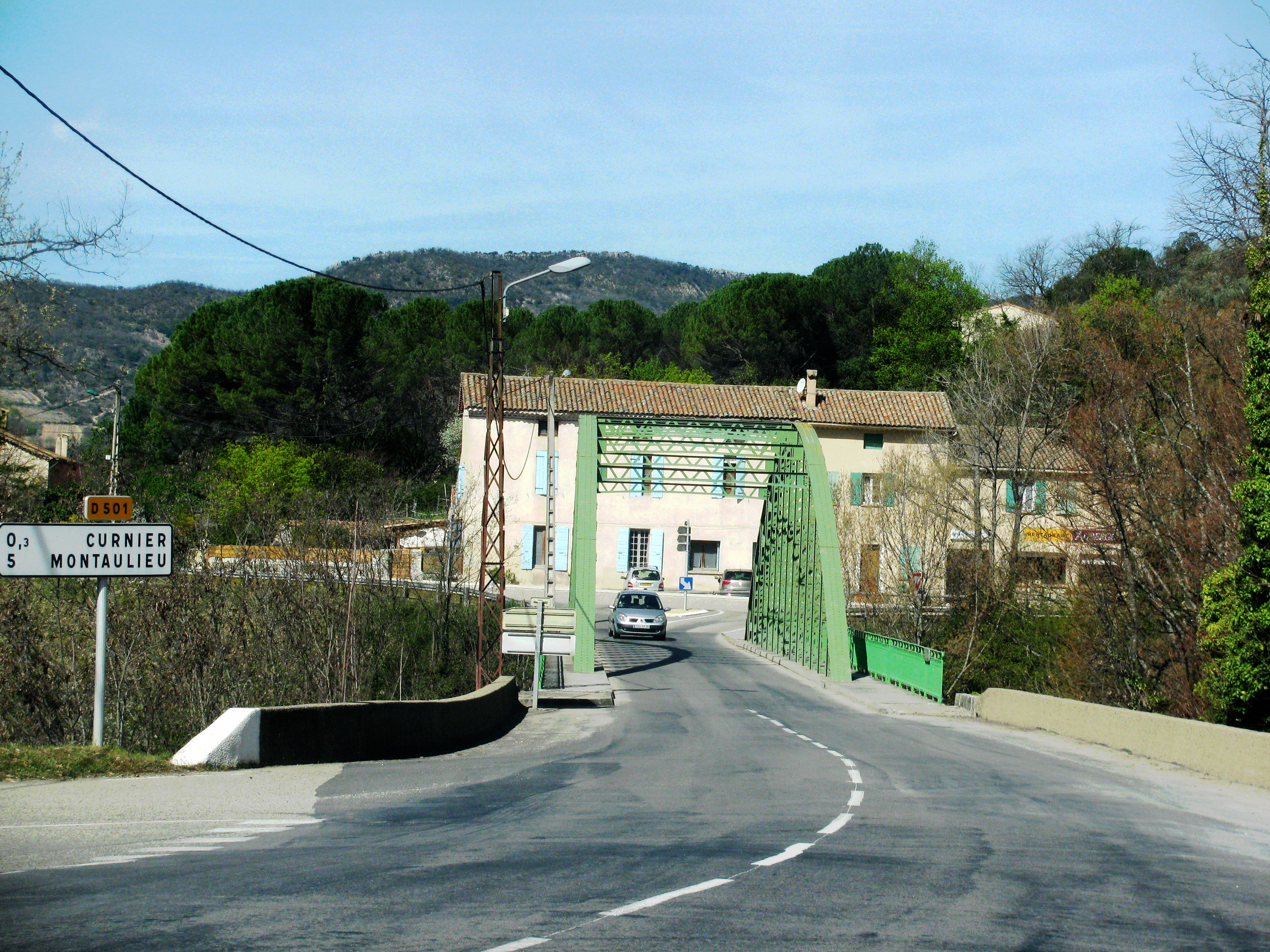
Le pont sur l'Eygues.

La commune est drainée  l'Ennuyé et l’Eygues, qui y ont leur confluent. De nombreux ruisseaux s'y jettent, dont l'Argence, le Rieu, le Ravin de Fournas, le ruisseau des Saules et le ruisseau de Combe-Fleurie.
L'Eygues est un affluent du fleuve le Rhône.

### Climat
Pour des articles plus généraux, voir Climat d'Auvergne-Rhône-Alpes et Climat de la Drôme.
En 2010, le climat de la commune est de type climat méditerranéen altéré, selon une étude du CNRS s'appuyant sur une série de données couvrant la période 1971-2000. En 2020, Météo-France publie une typologie des climats de la France métropolitaine dans laquelle la commune est exposée à un climat de montagne ou de marges de montagne et est dans la région climatique Alpes du sud, caractérisée par une pluviométrie annuelle de 850 à 1 000 mm, minimale en été.
Pour la période 1971-2000, la température annuelle moyenne est de 12,9 °C, avec une amplitude thermique annuelle de 16,7 °C. Le cumul annuel moyen de précipitations est de 864 mm, avec 6,9 jours de précipitations en janvier et 4,1 jours en juillet. Pour la période 1991-2020, la température moyenne annuelle observée sur la station météorologique de Météo-France la plus proche, « Nyons P182 », sur la commune de Nyons à 8 km à vol d'oiseau, est de 14,5 °C et le cumul annuel moyen de précipitations est de 756,7 mm,. Pour l'avenir, les paramètres climatiques de la commune estimés pour 2050 selon différents scénarios d'émission de gaz à effet de serre sont consultables sur un site dédié publié par Météo-France en novembre 2022.

## Urbanisme

### Typologie
Au 1er janvier 2024, Curnier est catégorisée commune rurale à habitat dispersé, selon la nouvelle grille communale de densité à 7 niveaux définie par l'Insee en 2022.
Elle est située hors unité urbaine. Par ailleurs la commune fait partie de l'aire d'attraction de Nyons, dont elle est une commune de la couronne,. Cette aire, qui regroupe 17 communes, est catégorisée dans les aires de moins de 50 000 habitants,.

### Occupation des sols

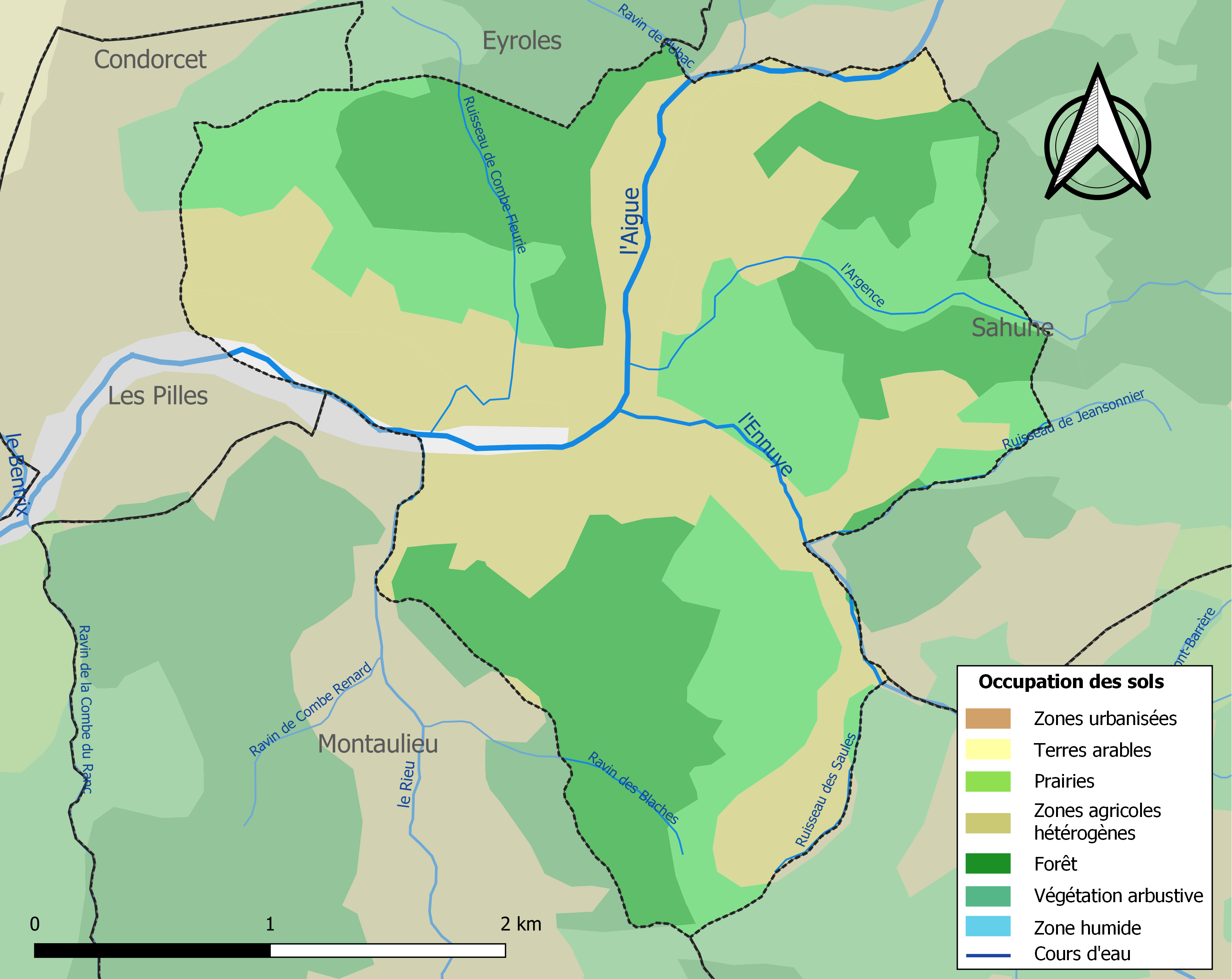
Carte des infrastructures et de l'occupation des sols de la commune en 2018 (CLC).

L'occupation des sols de la commune, telle qu'elle ressort de la base de données européenne d’occupation biophysique des sols Corine Land Cover (CLC), est marquée par l'importance des forêts et milieux semi-naturels (59,4 % en 2018), une proportion sensiblement équivalente à celle de 1990 (60,1 %). La répartition détaillée en 2018 est la suivante : 
zones agricoles hétérogènes (40,6 %), forêts (31,1 %), milieux à végétation arbustive et/ou herbacée (27,1 %), espaces ouverts, sans ou avec peu de végétation (1,2 %). L'évolution de l’occupation des sols de la commune et de ses infrastructures peut être observée sur les différentes représentations cartographiques du territoire : la carte de Cassini (XVIIIe siècle), la carte d'état-major (1820-1866) et les cartes ou photos aériennes de l'IGN pour la période actuelle (1950 à aujourd'hui).

### Habitat et logement
En 2020, le nombre total de logements dans la commune était de 148, alors qu'il était de 142 en 2015 et de 129 en 2010.
Parmi ces logements, 65,4 % étaient des résidences principales, 26,5 % des résidences secondaires et 8,1 % des logements vacants. Ces logements étaient pour 90,4 % d'entre eux des maisons individuelles et pour 9,6 % des appartements.
Le tableau ci-dessous présente la typologie des logements à Curnier en 2020 en comparaison avec celle du Drôme et de la France entière. Une caractéristique marquante du parc de logements est ainsi une proportion de résidences secondaires et logements occasionnels (26,5 %) supérieure à celle du département (8,1 %) et à celle de la France entière (9,7 %). Concernant le statut d'occupation de ces logements, 58,9 % des habitants de la commune sont propriétaires de leur logement (62,4 % en 2015), contre 62,1 % pour le Drôme et 57,5 pour la France entière.
| Typologie                                               | Curnier | Drôme | France entière |
| ------------------------------------------------------- | ------- | ----- | -------------- |
| Résidences principales (en %)                           | 65,4    | 83,4  | 82,1           |
| Résidences secondaires et logements occasionnels (en %) | 26,5    | 8,1   | 9,7            |
| Logements vacants (en %)                                | 8,1     | 8,5   | 8,2            |

## Toponymie
Selon le dictionnaire topographique du département de la Drôme, la localité a été désignée sous les noms de :
- 1035 : Cornierium (cartulaire de Saint-Victor, 760) ;
- 1231 : Castrum de Currerio (sic) (Inventaire des dauphins, 240) ;
- 1297 : Cornerii (Inventaire des dauphins, 221) ;
- 1300 : Castrum Curnerii (Inventaire des dauphins, 246) ;
- 1317 : Castrum de Curnierio (Valbonnais, II, 165) ;
- 1319 : Apud Curnerium (Inventaire des dauphins, 248) ;
- XVIIIe siècle : Corneyer et Curneyer (inventaire de la chambre des comptes) ;
- 1891 : Curnier, commune du canton de Nyons.

## Histoire

### Préhistoire
Oppidum de l'Âge du Bronze.

### Ancien Régime
La seigneurie :
- Curnier était une terre du fief des barons de Mévouillon.
- 1205 : appartient aux Arcellarii (ou Artillarii) et aux Geranz.
- 1230 : appartient aux Ancezune.
- 1300 : appartient aux Aynard (ou Monteynard).
- 1331 : cédée aux dauphins en échange de la terre de Roac (ou Marcieu) dans la Mateysine.
- 1334 : les dauphins donnent la moitié de Curnier aux Mévouillon de Lachau.
- (non daté) : les dauphins reprennent cette moitié.
- 1342 : les dauphins cèdent toute la terre aux princes d'Orange.
- (non daté) : confisquée par le roi Louis XI qui la donne à son favori Imbert de Bathernay.
- 1484 : les princes d'Orange recouvrent la terre de Curnier.
- 1687 : la terre est engagée.
- 1789 : M. de Raymond-Modène est le seigneur de Curnier.

XVe siècle : une crue de l'Eygues emporte le village.
Avant 1790, Curnier est une paroisse du diocèse de Sisteron, formant, avec celui de Sahune, une communauté de l'élection de Montélimar, subdélégation et bailliage du Buis, dont l'église était sous le vocable de Notre-Dame.

### Révolution française et Empire
En 1790, Curnier est compris dans le canton de Mirabel, mais depuis la réorganisation de l'an VIII, il fait partie du canton de Nyons.

## Politique et administration

### Rattachements administratifs et électoraux

#### Rattachements administratifs
La commune se trouve dans l'arrondissement de Nyons du département de la Drôme.
Elle faisait partie depuis 1801 du canton de Nyons. Dans le cadre du redécoupage cantonal de 2014 en France, cette circonscription administrative territoriale a disparu, et le canton n'est plus qu'une circonscription électorale.

#### Rattachements électoraux
Pour les élections départementales, la commune fait partie depuis 2014 du canton de Nyons et Baronnies.
Pour l'élection des députés, elle fait partie de la troisième circonscription de la Drôme.

### Intercommunalité
Curnier était membre de la communauté de communes du Val d'Eygues, un établissement public de coopération intercommunale (EPCI) à fiscalité propre créé fin 1997  et auquel la commune avait transféré un certain nombre de ses compétences, dans les conditions déterminées par le code général des collectivités territoriales.
Dans le cadre des dispositions de la loi portant nouvelle organisation territoriale de la République du 7 août 2015, qui prévoit que les établissements publics de coopération intercommunale (EPCI) à fiscalité propre doivent avoir un minimum de 15 000 habitants, cette intercommunalité a fusionné avec ses voisines pour former, le 1er janvier 2017, la communauté de communes des Baronnies en Drôme provençale, dont est désormais membre la commune.

### Liste des maires
| Période                                  | Période                        | Identité              | Étiquette | Qualité                       |
| ---------------------------------------- | ------------------------------ | --------------------- | --------- | ----------------------------- |
| Les données manquantes sont à compléter. |                                |                       |           |                               |
|                                          |                                |                       |           |                               |
| mars 2001                                | mars 2008                      | Jean Benbarek         |           |                               |
| mars 2008                                | avril 2014                     | Claude Laget          |           |                               |
| avril 2014                               | mai 2020                       | Catherine Nesterovich | DVG       | Fonctionnaire                 |
| mai 2020,                                | août 2023                      | Patrick Ledoux        |           | Cadre retraité Démissionnaire |
| octobre 2023                             | En cours (au 30 novembre 2023) | Patricia Gielly       |           | Agricultrice                  |

## Population et société

### Démographie
L'évolution du nombre d'habitants est connue à travers les recensements de la population effectués dans la commune depuis 1793. Pour les communes de moins de 10 000 habitants, une enquête de recensement portant sur toute la population est réalisée tous les cinq ans, les populations de référence des années intermédiaires étant quant à elles estimées par interpolation ou extrapolation. Pour la commune, le premier recensement exhaustif entrant dans le cadre du nouveau dispositif a été réalisé en 2004.

En 2022, la commune comptait 211 habitants, en évolution de +22,67 % par rapport à 2016 (Drôme : +2,64 %, France hors Mayotte : +2,11 %).
| 1793 | 1800 | 1806 | 1821 | 1831 | 1836 | 1841 | 1846 | 1851 |
| ---- | ---- | ---- | ---- | ---- | ---- | ---- | ---- | ---- |
| 277  | 260  | 264  | 271  | 264  | 256  | 227  | 227  | 265  |

| 1856 | 1861 | 1866 | 1872 | 1876 | 1881 | 1886 | 1891 | 1896 |
| ---- | ---- | ---- | ---- | ---- | ---- | ---- | ---- | ---- |
| 271  | 267  | 280  | 274  | 244  | 236  | 252  | 232  | 239  |

| 1901 | 1906 | 1911 | 1921 | 1926 | 1931 | 1936 | 1946 | 1954 |
| ---- | ---- | ---- | ---- | ---- | ---- | ---- | ---- | ---- |
| 223  | 202  | 203  | 168  | 163  | 140  | 140  | 100  | 85   |

| 1962 | 1968 | 1975 | 1982 | 1990 | 1999 | 2004 | 2006 | 2009 |
| ---- | ---- | ---- | ---- | ---- | ---- | ---- | ---- | ---- |
| 108  | 133  | 145  | 132  | 179  | 186  | 209  | 221  | 196  |

| 2014 | 2019 | 2022 | - | - | - | - | - | - |
| ---- | ---- | ---- | - | - | - | - | - | - |
| 184  | 197  | 211  | - | - | - | - | - | - |

### Enseignement
Le village de Curnier dépend de l'académie de Grenoble.
Les écoliers se rendent à l'école publique du village, comprenant une classe de 15 élèves. Les collégiens et lycéens se rendent à Nyons[Quand ?].

### Santé
Aucun professionnel de santé n'est installé sur la commune. Les services les plus proches se situent à Sainte-Jalle.

### Manifestations culturelles et festivités
- Fête patronale : deuxième dimanche de mai[12].
- Fête communale : troisième dimanche de juillet[12].
- Foire aux chiens : dimanche après le 15 août[12].

### Cultes
L'église catholique de Curnier dépend du regroupement de paroisses de Sahune, du diocèse de Valence.

## Économie

### Agriculture
En 1992 : lavande, oliviers, vignes, vergers, ovins, miel.

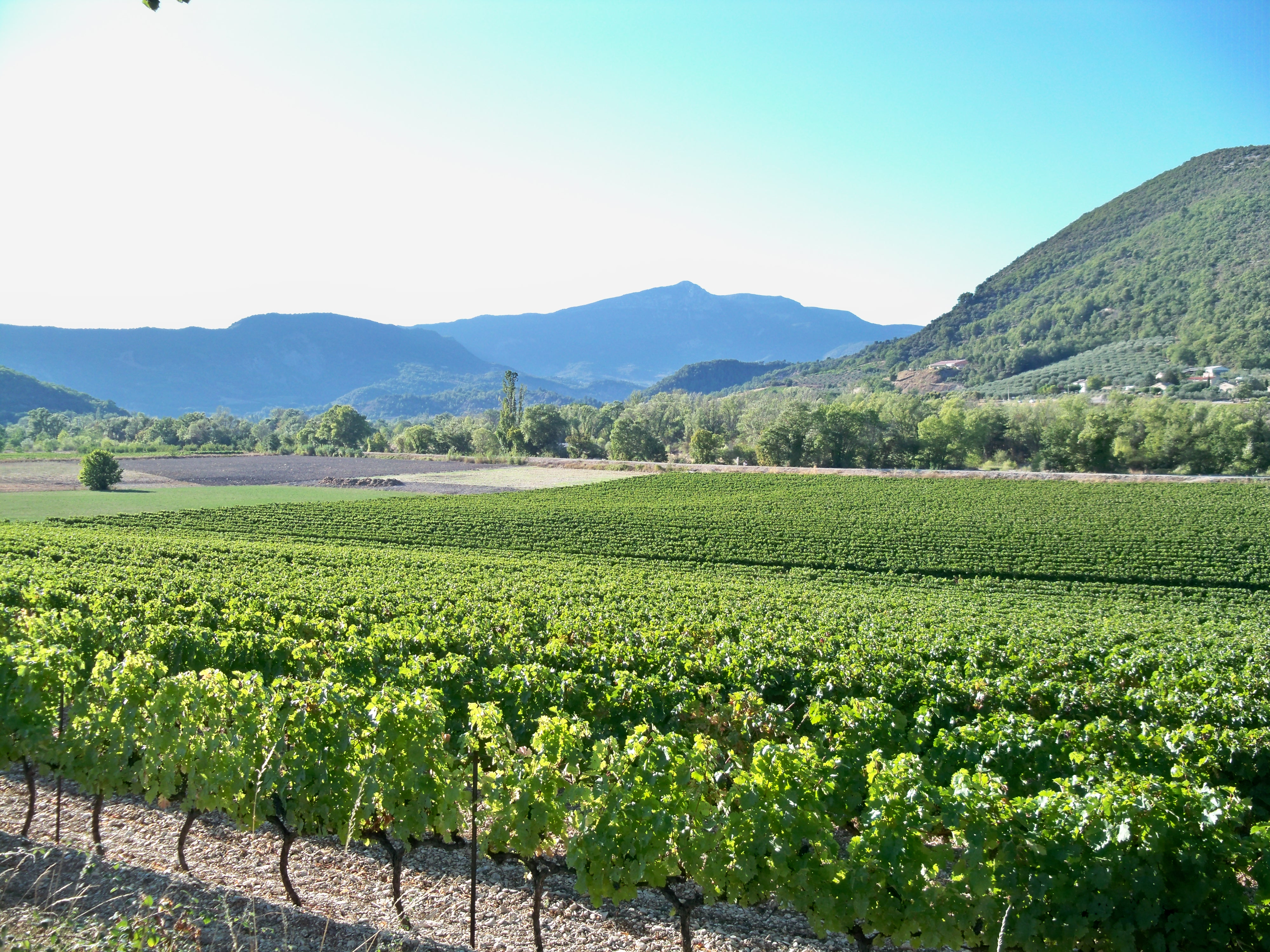
Vignoble.
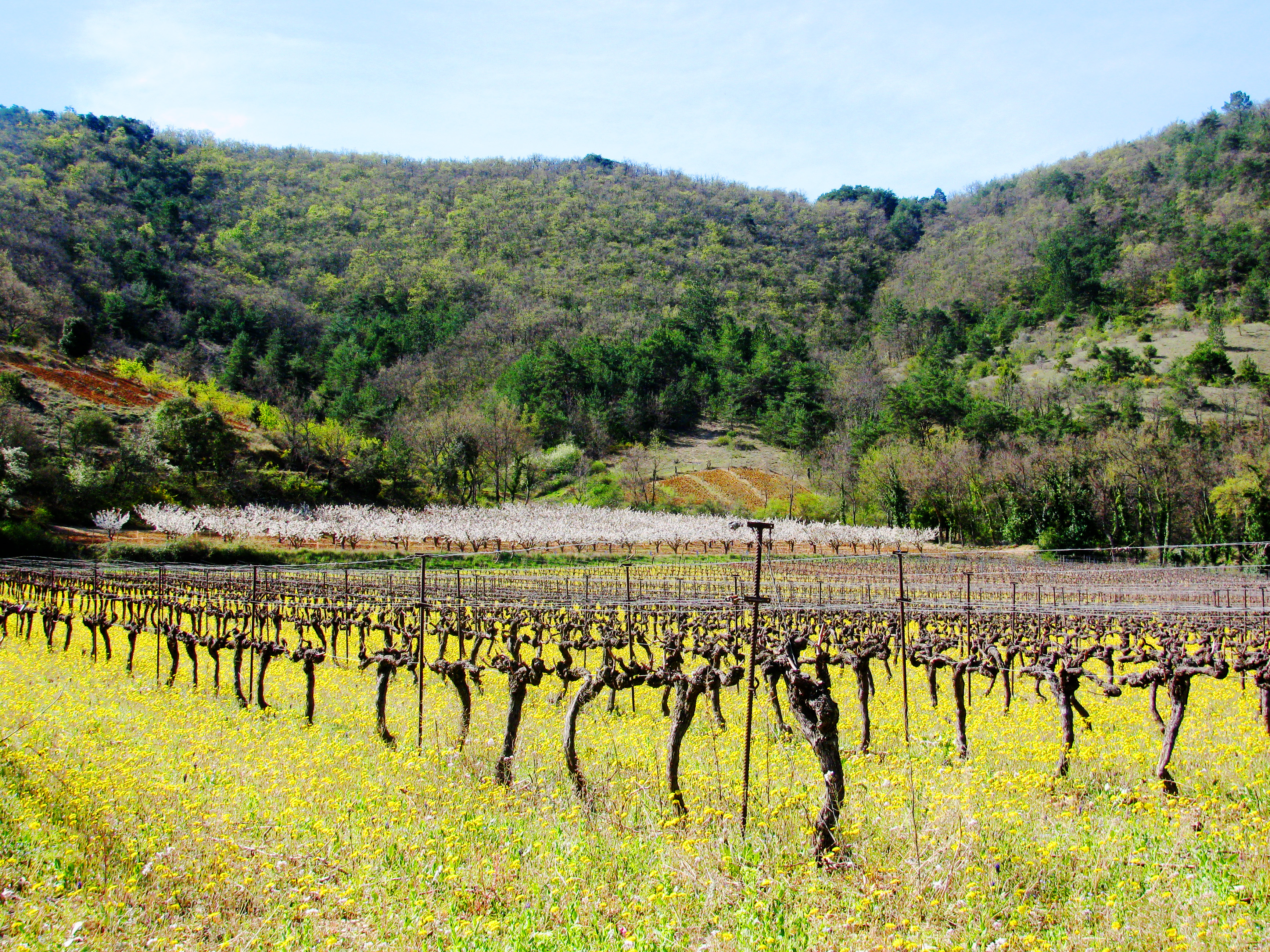
Vignes et pâquerettes.
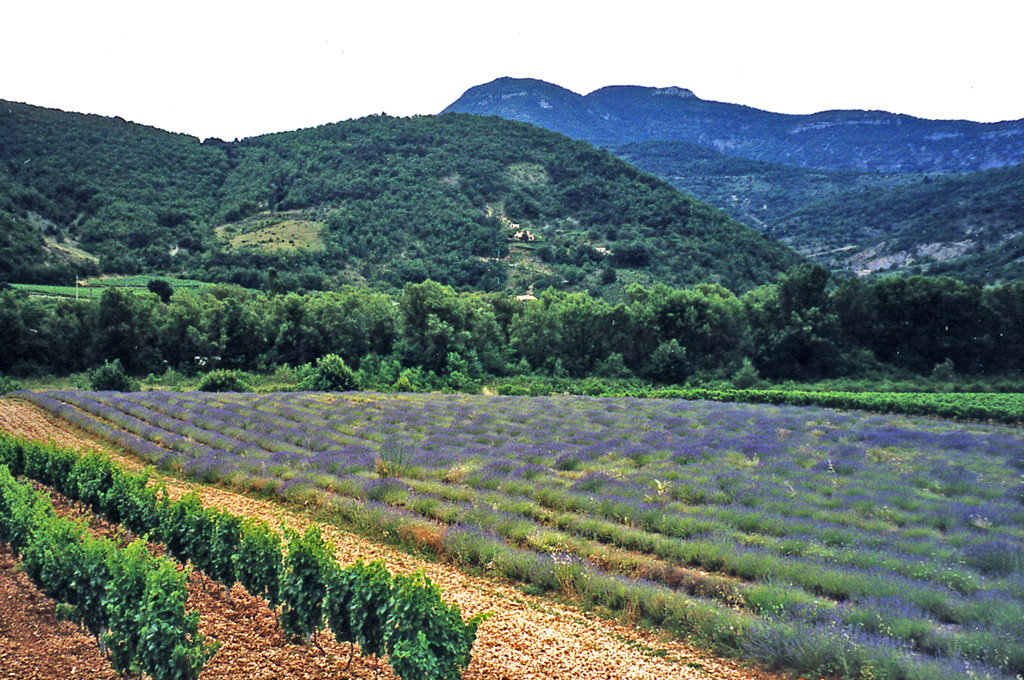
Champ de lavandes.

## Culture locale et patrimoine

### Lieux et monuments

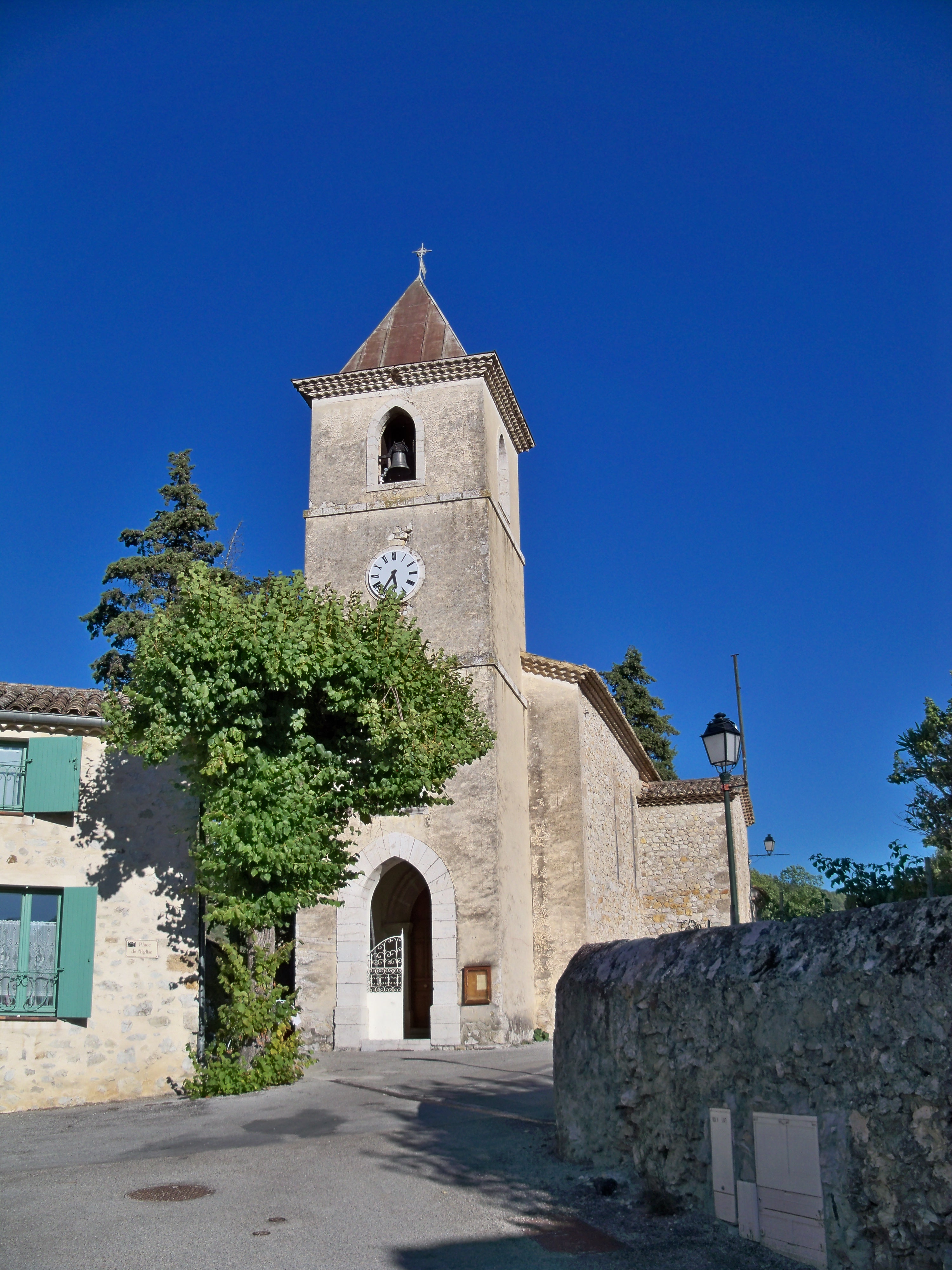
Église.

- Hauterville : Vestiges de l'ancien chef-lieu médiéval perché sur un interfluve : tour quadrangulaire vers les XIIe – XIIIe siècles, corps de bâtiment et porte des XIVe – XVe siècles[réf. nécessaire].
- Église Saint-Nicolas de Curnier du XIXe siècle : oratoire, pilier percé de quatre niches cintrées[12].
- Fontaine à bulbe et son lavoir.
- Site du bourg face au confluent de l'Ennuyé et de l'Eygues[12].

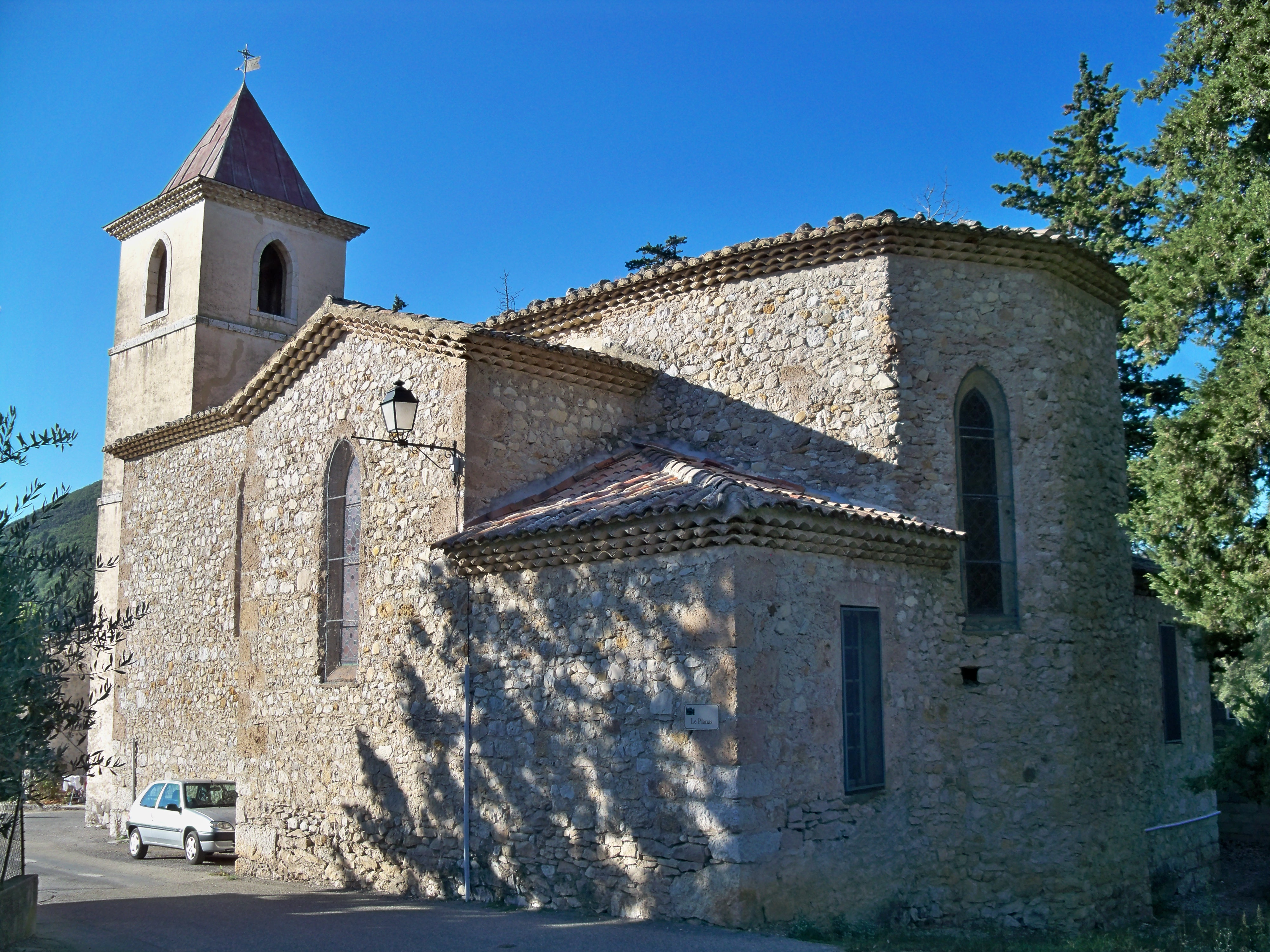
Le chevet de l'église...
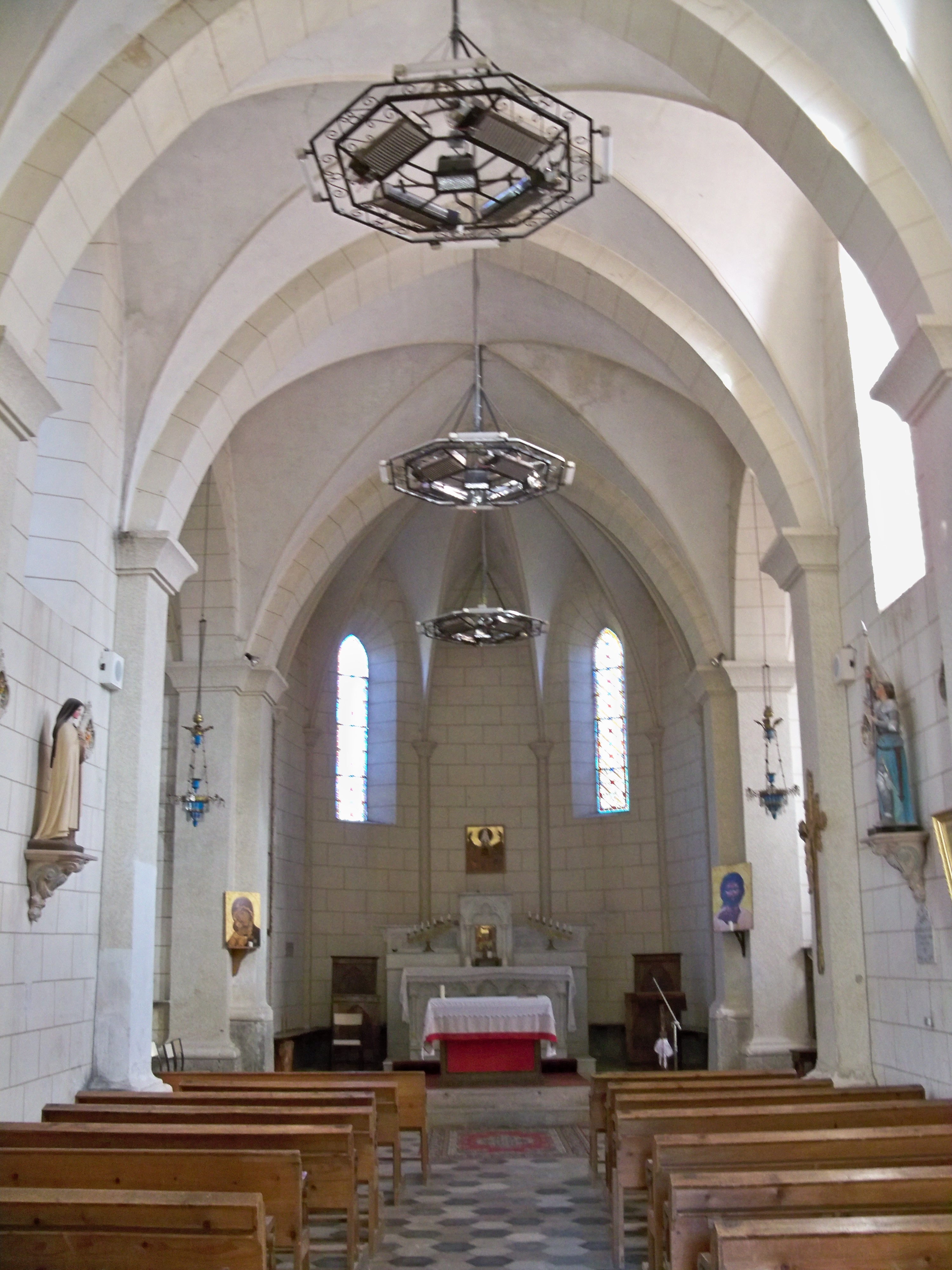
... sa nef et son chœur.
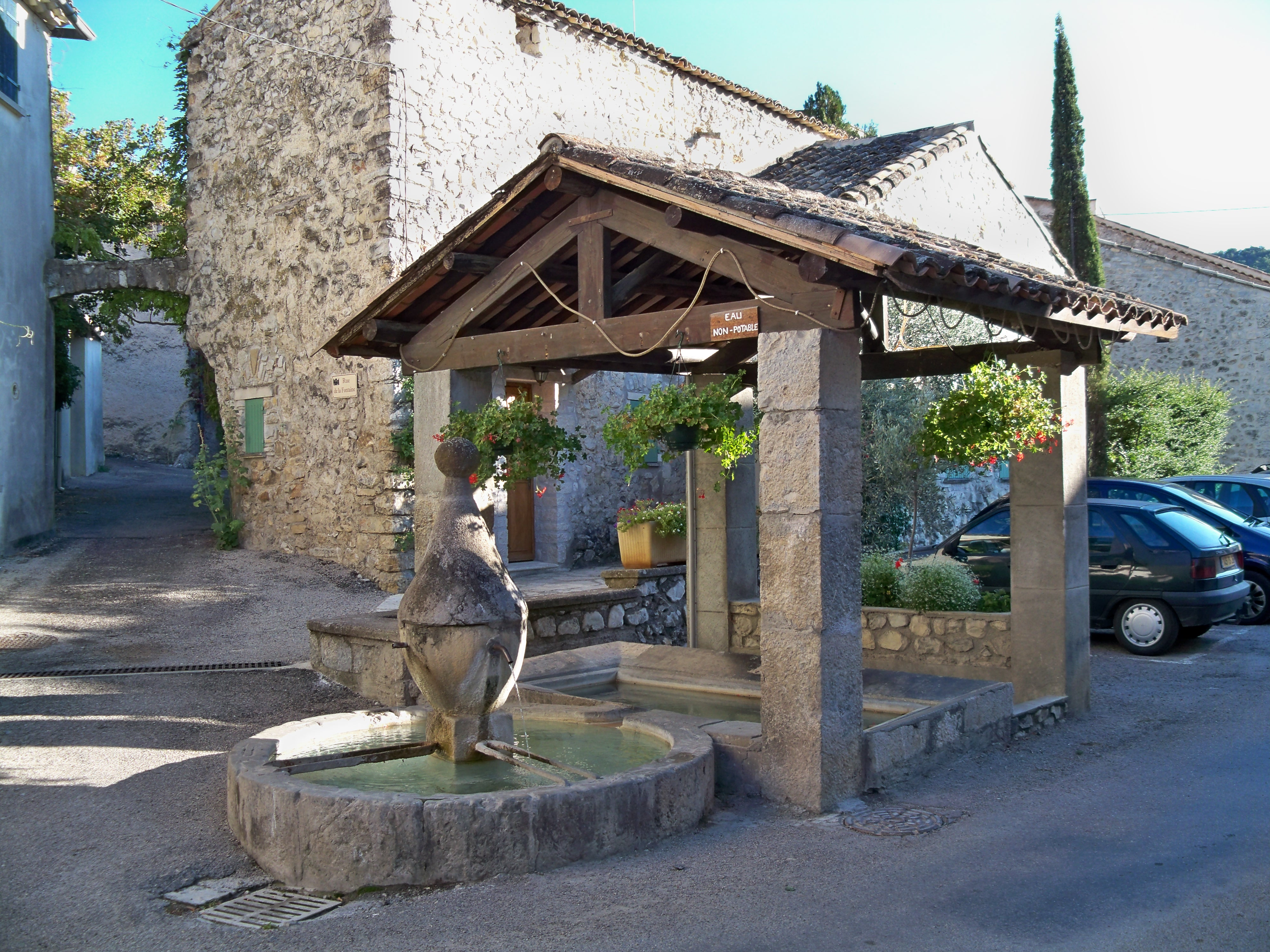
La fontaine et le lavoir.
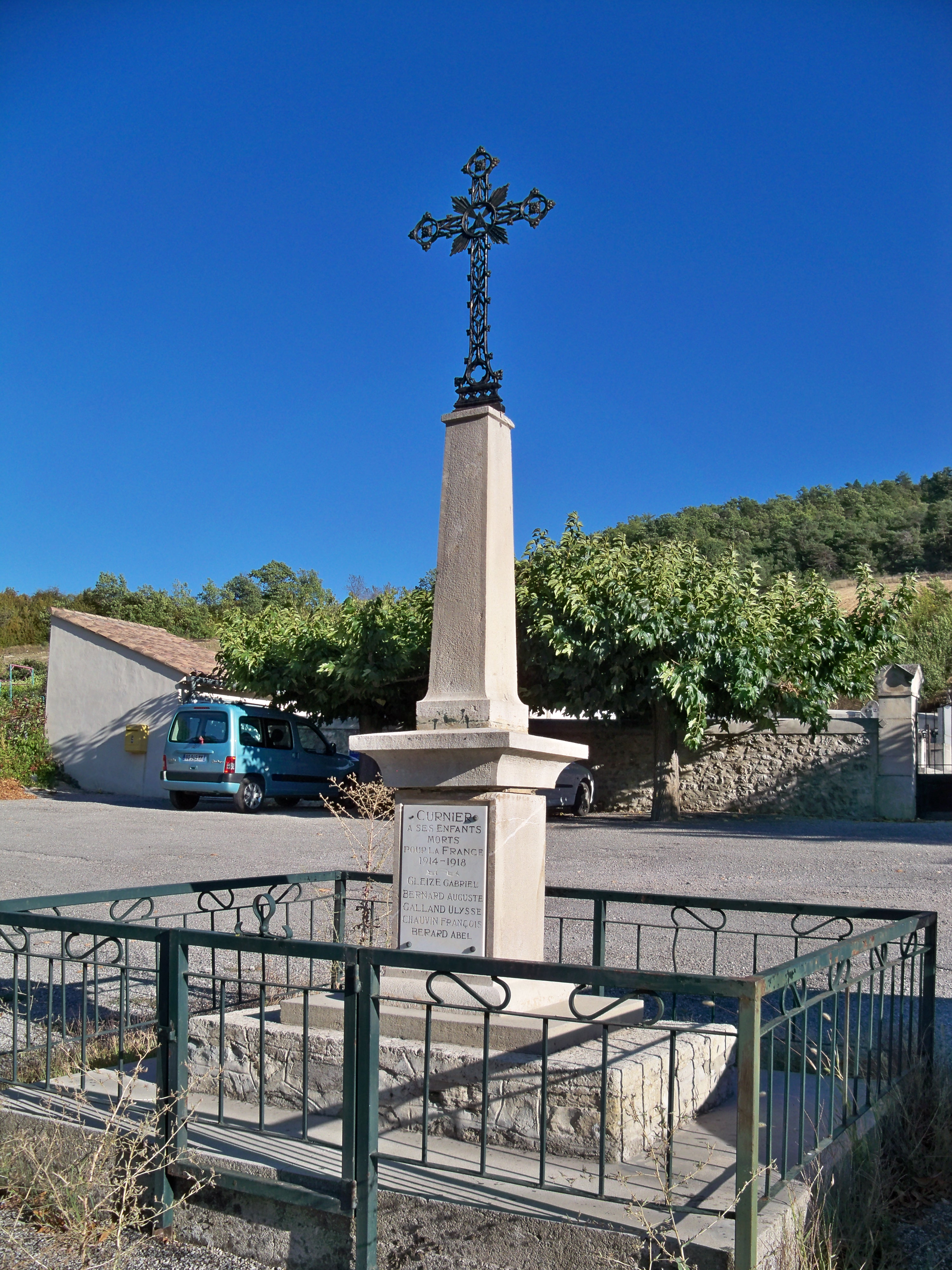
Monument aux morts.

## Pour approfondir